# حركة الصحوة الوطنية لأذربيجان الجنوبية
حركة الصحوة الوطنية لأذربيجان الجنوبية (بالأذرية: Güney Azərbaycan Milli Oyanış Hərəkatı)‏ هي مجموعة مقرها باكو وتدافع عن حق تقرير المصير لأذربيجان في إيران،  و «توحيد الأذر الذين يعيشون على جانبي نهر أراس». 

## التاريخ
تأسست الحركة في عام 2002  من قبل محمود علي الشيرغاني، وتزعم أنها تمثل مصالح الأقلية الأذرية في إيران. 
كانت أذربيجان الإيرانية ممثلة سابقًا في منظمة الأمم والشعوب غير الممثلة عن طريق حركة الصحوة الوطنية. 

## روابط خارجية
- حركة الصحوة الوطنية لأذربيجان الجنوبية باللغة الأذرية